# Топіліна Ганна Євгенівна
Ганна Євгенівна Топіліна (нар. 10 вересня 1988, Одеса, Україна) — українська перекладачка, феміністична блогерка, культурологиня.

## Біографія
Народилася в Одесі. У 2005 році вступила до Києво-Могилянської академії на факультет культурології. Здобула ступінь бакалавра та магістра культурології. Після закінчення магістратури у 2010 році, переїхала до Швеції, де вступила до університету міста Мальме. Тут здобула ступінь магістра історії з фокусом на європеїстику та бакалавра з соціальної роботи.
У процесі навчання добре засвоїла як англійську, так і шведську мови. Захопилася перекладацькою діяльністю, здійснивши переклади кількох бестселерів українською мовою, зокрема, графічного роману-комікса про менструальність Kunskapens frukt (Заборонений плід) шведської художниці коміксів Лів Стрьомквіст, який в Україні було сприйнято неоднозначно та практичного посібника з саморозвитку Women Who Love Too Much (Жінки, які кохають до нестями) американської психотерапевтки Робін Норвуд.
Нині співпрацює з багатьма українськими видавництвами, такими як Віват, Наш Формат, КМ-Букс, Artbooks, #книголав, видавництво «Видавництво» та ін.
Неодноразово брала участь у книжкових фестивалях та ярмарках, зокрема у Книжковому Арсеналі та Book Forum Lviv.
Виховує доньку.
У 2020 році разом з відомими діячками (Ірмою Вітовською, Іриною Славінською, Ларисою Денисенко та багатьма іншими) долучилася до проєкту першого українського жіночого видавництва Creative Women Publishing, до збірки історій від жінок для жінок «Про що вона мовчить».

## Перекладацька діяльність
Значне місце у діяльності перекладачки посідає доробок культурологічного та феміністичного спрямувань, сексуальної освіти, статевої психології, а також нон-фікшн.
На початку березня 2021 року разом з відомою секс-педагогинею Юлією Ярмоленко опинилася у центрі гучного скандалу через те, що переклад книги «Повага. Хлопцям про любов, секс та згоду» шведського андролога та сексолога Інті Чавеса Переса, виконаний Топіліною, видавництво Книголав гомофобно цензурувало, видаливши розділ про сексуальні стосунки між юнаками.

### Здійснені переклади[20]
- Жінки, які кохають до нестями / Робін Норвуд ; пер. з англ. Ганни Топіліної. — Харків : Віват, 2017. — 319 с. ISBN 978-617-690-694-0 Тираж 1500 пр.
- Говори та показуй: мистецтво створення надзвичайної презентації / Ден Роум ; пер. з англ. Ганни Топіліної. — Харків : Віват, 2017. — 272 с. ISBN. 978-617-690-982-8 Тираж 3600 пр.[21]
- Заборонений плід / Лів Стрьомквіст; пер. з швед. Ганни Топіліної. — Київ: Видавництво, 2019. — 144 с. ISBN 978-966-97811-7-8
- Не бійтесь боятися. Як знайти спільну мову з власним страхом / Крістен Улмер ; пер. з англ. Ганни Топіліної. — Київ : Книголав, 2019. — 366 с. ISBN 978-617-7563-55-5 Тираж 3000 пр.
- Контракт Паганіні: роман / Л. Кеплер ; пер. з швед. Ганни Топіліної. — Київ : КМ-Букс, 2019. — 592 с.
- Трактор, який хотів заснути / Карл-Йохан Форсен Ерлін; іл. Сідні Хенсон ; пер. зі швед. Ганни Топіліної. — Київ: Artbooks, 2019. —28 с. ISBN 978-617-7688-40-1 Тираж 3000 пр.[22]
- Інстамозок. Як екранна залежність призводить до стресів і депресії / Андерс Гансен; пер. з швед. Ганни Топіліної. — Київ : Наш Формат, 2020. ISBN. 978-617-7863-43-3.
- Свідок вогню. Детектив Йона Лінна / Ларс Кеплер ; Пер. з англ. А. Топіліної. — К. : Видавнича група KM-БУКС, 2020. — 504 с
- Повага. Хлопцям про любов, секс та згоду / Інті Чавес Перес; пер. з швед. Ганни Топіліної.— Київ : Книголав, 2021[23]

## Наукова діяльність
У 2009 році як культурологиня присвятила своє дослідження темі голлівудській системі кіно й адаптації європейських режисерів у Голлівуді.